# H. Lundbeck
H. Lundbeck A/S (eller blot Lundbeck) er et dansk medicinalfirma, som beskæftiger sig med forskning og udvikling, produktion, markedsføring og salg af lægemidler til behandling indenfor hjernesygdomme som depression, skizofreni, parkinsons sygdom, alzheimers sygdom og migræne.
Selskabet havde en nettoomsætning i 2020 på DKK 17,7 mia. Antallet af medarbejdere er cirka 5.600 på verdensplan.

## Ejerforhold og ledelse
Lundbeckfonden ejer en væsentlig del af aktiekapitalen i aktieselskabet H. Lundbeck A/S gennem et andet selskab LFI A/S. Lundbeckfonden uddeler hvert år en større del af sine indtægter fra Lundbeck til forskning.
Lundbeck har siden 1999 været handlet på Københavns børs, hvor de 30% der ikke er ejet af fonden handles.
Aktiekapitalen har været rapporteret til godt 995 millioner kroner. 
Nøglepersoner i Lundbeck er Bestyrelsesformand Lars Rasmussen og Næstformand Lene Skole.
Derudover består bestyrelsen af Lars Holmqvist, Jeremy Max Levin, Jeffrey Berkowitz, Dorothea Wenzel, Santiago Arroyo. 
Direktionen består af EVP Johan Luthman, CFO Joerg Hornstein, EVP Jacob Tolstrup, EVP Lars Bang, EVP Elise Hauge og EVP Keld Flintholm Jørgensen.
Kåre Schultz gik af som administrerende direktør d. 11. september 2017. Finansdirektøren Anders Götzsche blev herefter konstitueret som direktør for selskabet. I juli 2018 kundgjorde virksomheden, at man havde ansat den amerikanske Deborah Dunsire som ny administrerende direktør. Deborah Dunsire er tiltrådt sin stilling den 1. september 2018.

## Historie
Det blev grundlagt som et handelsfirma i 1915 af Hans Lundbeck (1885-1943).
Firmaet handlede med en række forskellige varer, blandt andet syntetisk sukker og sølvpapir.
Fra 1924 med ansættelse af Eduard Goldschmidt kom virksomheden ind på lægemiddelmarkedet.
Helt op til 1970'erne solgte Lundbeck hjemmesko.
I de tidlige år flyttede Lundbeck mellem flere forskellige adresser i det central København, blandt andet havde firmaet til huse i Nørregade 45.
I 1987 kom Erik Sprunk-Jansen til som direktør og han fik Lundbeck fokuseret på lægemidler til behandling af nervesystemets sygdomme.
Med Cipramil oplevede Lundbeck en dramatisk vækst i 1990'erne.
Yderligere vækst kom da Cipramil blev introduceret i USA under navnet Celexa.
Det skete gennem det amerikanske firma Forest Laboratories i september 1998.
I juni 1999 blev Lundbeck registreret på Københavns børs.
Claus Bræstrup overtog jobbet som direktør i november 2003.
Han blev i juni 2008 erstattet af Ulf Wiinberg.
Lundbeck købte det Chicago-baseret Ovation Pharmaceuticals i februar 2009.
Ovation Pharmaceuticals hedder nu Lundbeck Inc.
Senere på året introducerede Lundbeck epilepsi-midlet Sabril i USA.
I 2011 kom Lundbeck under kritik i forbindelse med stoffet pentobarbital som de solgte under produktnavnet Nembutal.
Normalt anvendes midlet til blandt andet epilepsi og hjerteanfald, men i USA blev midlet også brugt i forbindelse med henrettelser.
Lundbeck tog skarpt afstand fra brugen i en henvendelse til fængselsvæsnet.
Amnesty Internationals danske lægegruppe kritiserede dog Lundbeck for ikke at gøre nok.
Også Europa-Parlamentetsmedlemmet Dan Jørgensen udtalte kritik.
Sagen betød af den danske pensionsfund Unipension i maj 2011 solgte sine aktier i Lundbeck.
I december 2011 meddelte Lundbeck at de frasolgte Nembutal og en række andre produkter i USA.
Nembutal var ikke et oprindeligt Lundbeck-udviklet lægemiddel, men fulgte med da Lundbeck købte Ovation Pharmaceuticals.
Lundbeck indgik sidst i 2011 en alliance med det japanske selskab Otsuka Pharmaceutical.
Det drejede sig om udvikling af lægemidler og var en af de største aftaler i Lundbecks historie.
I USA sælger Lundbeck-partneren Forest Laboratories Lundbecks SSRI under navnet Lexapro og Lundbeck modtager royalty-indtægter fra salget.
Patentet på lægemidlet udløb i marts 2012 og kopiprodukter begyndte straks at yde Lexapro konkurrence, hvilket betød at Forest Laboratories' indtjening fra Lexapro faldt til under en femtedel.
Samtidig steg salget dog af Alzheimer-midlet Namenda.
Lundbeck offentgjorde i marts 2012 et lovende studie af midlet nalmefene (Selincro), der viste at det begrænsede alkoholindtagelse.
Senere i 2012 i maj offentliggjorde Lundbeck resultaterne af et andet positivt klinisk fase-3 forsøg for deres lægemiddel Lu AA21004 (Vortioxetine) til behandling af depression.
Lundbeck gættede da på et betydeligt potentiale med en årlig indtjening på 5 til 10 milliarder kroner i salg af dette lægemiddel.
Offentliggørelsen betød at Lundbeck aktien steg 8,5 procent den dag.
Vortioxetine blev lanceret i 2014 under varemærkerne Brintellix og Trintellix.
Ulf Wiinberg forlod chefposten i november 2014.
Som ny topchef kunne man i maj 2015 meddele at tidligere viceadministrerende direktør i Novo Nordisk, Kåre Schultz, ville træde til. Schultz blev på posten frem til september 2017, hvor han forlod selskabet for at blive administrerende direktør i kopimedicin-selskabet Teva Pharmaceutical Industries. Den 1/9-2018 tiltrådte Deborah Dunsire som administrerende direktør.